# Prudy (rejon diedowiczski)
Prudy (ros. Пруды) – wieś (ros. деревня, trb. dieriewnia) w zachodniej Rosji, w wołoscie Szełonskaja (osiedle wiejskie) rejonu diedowiczskiego w obwodzie pskowskim.

## Geografia
Miejscowość położona jest nad rzeką Jazwa, 14 km od centrum administracyjnego osiedla wiejskiego (Dubiszno), 17,5 km od centrum administracyjnego rejonu (Diedowiczi), 111 km od stolicy obwodu (Psków).

## Demografia
W 2010 r. miejscowość zamieszkiwało 17 osób.